# 歐洲寶石學院
歐洲寶石學院（英語：European Gemological Laboratory），由Guy Margel於1974年在比利時成立。此后，Margel在世界各地设立了多家实验室，包括1970年代于美国，1980年于南非，以及后来在欧洲、东亚及以色列。现由Guy D. Benhamou 担任EGL International首席执行官。它在以色列、美国、比利时、南非、法国、英国、韩国、印度及香港等地设有办事处，是世界上大型的宝石服务供应商之一。国际总部设在拉玛特甘钻石交易所大楼内，为业界提供钻石的相关服务，不从事钻石交易。2008年EGL在中国大陆及香港设立独立检测实验室——欧洲宝石学院（亚洲实验室）。